# Nils Eekhoff
Nils Eekhoff (23 de enero de 1998) es un ciclista neerlandés, miembro del equipo Team Picnic PostNL.

## Palmarés
2017
- París-Roubaix sub-23

2018
- 1 etapa del Istrian Spring Trophy

2019
- 1 etapa del Tour de Bretaña
- Tour de Overijssel[2]
- 1 etapa de la Carrera de la Paz sub-23

2020
- 2.º en el Campeonato de los Países Bajos en Ruta

2023
- 1 etapa del ZLM Tour

2025
- Nokere Koerse

## Resultados en Grandes Vueltas
| Carrera | Carrera         | 2017 | 2018 | 2019 | 2020 | 2021  | 2022  | 2023  | 2024 |
| ------- | --------------- | ---- | ---- | ---- | ---- | ----- | ----- | ----- | ---- |
|         | Giro de Italia  | —    | —    | —    | —    | —     | —     | —     | —    |
|         | Tour de Francia | —    | —    | —    | —    | 126.º | 118.º | 138.º | Ab.  |
|         | Vuelta a España | —    | —    | —    | —    | —     | —     | —     | —    |

—: no participa
Ab.: abandono